# Mistrovství světa v ledním hokeji 1974
41. mistrovství světa  a 52. mistrovství Evropy v ledním hokeji probíhalo ve dnech 5. – 20. dubna 1974 v Helsinkách ve Finsku.

## Herní systém
Turnaje se zúčastnilo 22 mužstev, rozdělených do tří výkonnostních skupin. V A-skupině se hrálo dvoukolově, v ostatních skupinách jednokolově. Vítěz se stal mistrem světa, poslední tým sestoupil do skupiny B.

## Překvapení a postřehy
Finský šampionát se stal sbírkou skandálů, z nichž jeden spadal i na vrub domácích pořadatelů. Ale postupně: po zápase Švédsko – Polsko oznámila dopingová komise, že vzorek Švéda Ulf Nilsso byl pozitivní. Následovala nekonečná debata při zasedání LIHG a dokonce se hlasovalo o tom, zda má být výsledek kontumován a hráč diskvalifikován. Zastánci boje proti podpůrným prostředkům slavili úspěch, ovšem vzápětí oznámila švédská výprava úmysl odcestovat z rozehrané soutěže, protože LIHG měla výhrady proti reklamním nápisům na přilbách reprezentace Tre Kronor. V posledním zápase první poloviny dopoval další hráč – finský brankář Stig Wetzell a tahanice začaly znovu. Aby toho nebylo jaksi málo, do stávky za zvýšení platů a zlepšení pracovních podmínek vstoupili zaměstnanci rozhlasu a televize, takže na některé přenosy čekali diváci marně. Nakonec musel poskytnout záruky stávkujícím sám finský prezident Urho Kekkonen.
Domácí hokejisté chtěli dobýt medaili, ale klopýtli nečekaně s Polskem. Dorazila je i dodatečná kontumace po výhře nad námi, a tak z velkého snu nic nebylo. Asi největší senzací byla vysoká porážka týmu SSSR reprezentací Československa v poměru 7:2.
Kriticky se hodnotila i práce rozhodčích a největší nevoli sklidil smutně proslulý západoněmecký sudí Josef Kompalla. Nejvíc se kritizovalo jeho uznání Michajlovovy branky v duelu SSSR–ČSSR, kterou dal sovětský kapitán nohou.

## Průběh šampionátu
První polovina mistrovství vyzněla jasně pro tým ČSSR, který sice po čtyřech výhrách nečekaně nezdolal Finy, ale kontumace z důvodu pozitivního dopingového nálezu brankáře Wetzela je poslala do odvet s plným bodovým ziskem. Nažhavení Finové ztráceli na bronz jediný bod, ale kontumační prohra s ČSSR jim sebrala elán. Drama také panovalo kolem sestupové příčky, kde si východoněmečtí hokejisté vybudovali slušnou pozici porážkou Polska.
Odvety však našim hráčům vůbec nevyšly. Přehráli jasně slabší soupeře, ale nedokázali využít pasivně defenzivního pojetí Švédů a nezúročili velkou převahu. Zápas se SSSR, jehož hráči také neoplývali jistotou z předchozího šampionátu, ovlivnila branka Borise Michajlova, dosažená nohou. Oproti prvnímu zápasu jsme nedokázali odskočit na rozdíl více gólů (Nedomanský v závěru první třetiny spálil obrovskou šanci za stavu 1:0) a po sporném okamžiku se náš tým příliš zaměřil na protesty a nekoncentrovanost znamenala otočení utkání. Zklamání a pocit, že už nelze nic ztratit nejspíš způsobila vlažný výkon proti Finům, v němž Ketola v 19. minutě poslední třetiny potrestal řadu hrubých chyb a v neposlední řadě příliš odvážné Crhovo vyjetí. V power-play mohli Seveřané ještě přidat další gól, ale Kužela stihl vyhozený puk k naší brance dojet. Slabou útěchou našemu týmu byl fakt, že vyhrál soutěž fair play, zatímco staronoví mistři světa skončili poslední.
Polákům nakonec pomohlo k setrvání ve skupině A kontumační vítězství se Švédskem, protože svého největšího soupeře v boji o udržení porazit nedokázali. Uhájili však heroickým bojem důležitou remízu v druhém zápase a mohli se oprávněně radovat. Kritici se shodli, že náš tým, mimochodem s nejvyšším věkovým průměrem, zahodil velkou šanci hlavně v utkání se Švédskem.

## Výsledky a tabulky
| 41. | Mistrovství světa | URS  | TCH  | SWE  | FIN   | POL   | GDR   | V | R | P | Skóre | B  |
| 1.  | SSSR              | ***  | 2:7* | 3:1* | 7:1*  | 8:3*  | 5:0*  | 9 | 0 | 1 | 64:18 | 18 |
| 2.  | ČSSR              | 1:3  | ***  | 3:2* | 5:0k* | 8:0*  | 8:0*  | 7 | 0 | 3 | 57:20 | 14 |
| 3.  | Švédsko           | 1:3  | 3:0  | ***  | 3:3*  | 0:5k* | 10:1* | 5 | 1 | 4 | 38:24 | 11 |
| 4.  | Finsko            | 1:6  | 5:4  | 2:6  | ***   | 2:2*  | 7:3*  | 4 | 2 | 4 | 34:39 | 10 |
| 5.  | Polsko            | 0:17 | 3:12 | 1:3  | 2:6   | ***   | 3:5*  | 1 | 2 | 7 | 22:64 | 4  |
| 6.  | NDR               | 3:10 | 2:9  | 3:9  | 1:7   | 3:3   | ***   | 1 | 1 | 8 | 21:71 | 3  |

- s hvězdičkou = 1. kolo.

| 52. | Mistrovství Evropy | URS  | TCH  | SWE  | FIN   | POL   | GDR   | V | R | P | Skóre | B  |
| 1.  | SSSR               | ***  | 2:7* | 3:1* | 7:1*  | 8:3*  | 5:0*  | 9 | 0 | 1 | 64:18 | 18 |
| 2.  | ČSSR               | 1:3  | ***  | 3:2* | 5:0k* | 8:0*  | 8:0*  | 7 | 0 | 3 | 57:20 | 14 |
| 3.  | Švédsko            | 1:3  | 3:0  | ***  | 3:3*  | 0:5k* | 10:1* | 5 | 1 | 4 | 38:24 | 11 |
| 4.  | Finsko             | 1:6  | 5:4  | 2:6  | ***   | 2:2*  | 7:3*  | 5 | 0 | 5 | 34:39 | 10 |
| 5.  | Polsko             | 0:17 | 3:12 | 1:3  | 2:6   | ***   | 3:5*  | 2 | 0 | 8 | 22:64 | 4  |
| 6.  | NDR                | 3:10 | 2:9  | 3:9  | 1:7   | 3:3   | ***   | 1 | 1 | 8 | 21:71 | 3  |

- s hvězdičkou = 1. kolo.

K = utkání Polsko – Švédsko 1:4 a Finsko – Československo 5:2 byla pro doping hráčů Stiga Wetzella (FIN) a Ulf Nilsson (SWE) kontumována 5:0 ve prospěch Polska a ČSSR.
 Československo –  Polsko 	8:0 (4:0, 2:0, 2:0)
5. dubna 1974 (16:30) – Helsinky (Helsingin jäähalli)

Branky a nahrávky Československa: 0:27 Jiří Kochta (Václav Nedomanský), 5:24 Vladimír Martinec, 10:28 Oldřich Machač (Jiří Holík), 15:23 Richard Farda (Vladimír Martinec, Bohuslav Šťastný), 32:04 Václav Nedomanský, 32:15 Vladimír Martinec (Milan Kužela), 44:33 Václav Nedomanský (Jiří Holík), 50:09 Ivan Hlinka.

Rozhodčí: Dan Guynn (USA), Berthold Schweiger (GDR)

Vyloučení: 4:4 (1:0)

Diváků: 1 072
ČSSR: Jiří Holeček – Oldřich Machač, František Pospíšil, Jiří Bubla, Milan Kužela, Jan Suchý, Jiří Neubauer – Jiří Kochta, Václav Nedomanský, Jiří Holík – Vladimír Martinec, Richard Farda, Bohuslav Šťastný – Bohuslav Ebermann (41. Josef Paleček), Ivan Hlinka, Josef Augusta.
Polsko: Andrzej Tkacz (11. Walery Kosyl) – Andrzej Słowakiewicz, Stanisław Fryźlewicz, Adam Kopczyński, Jerzy Potz, Robert Góralczyk, Henryk Janiszewski  – Walenty Ziętara, Józef Słowakiewicz, Tadeusz Kacik – Tadeusz Obłój, Karol Żurek, Jan Piecko – Wiesław Tokarz, Leszek Tokarz, Stefan Chowaniec.
 SSSR –  NDR 	5:0 (2:0, 0:0, 3:0)
5. dubna 1974 (20:30) – Helsinky (Helsingin jäähalli)

Branky SSSR: 7:27 Boris Michajlov, 17:26 Viktor Kuzněcov, 42:01 Alexandr Malcev, 52:07 Alexandr Jakušev, 58:39 Vladimir Šadrin.

Rozhodčí: Unto Viitala (FIN), Raimo Sepponen (FIN)

Vyloučení: 8:8 (0:0, 1:0) + Peter Prusa (GDR) na 5 min.

Diváků: 4 088
SSSR: Treťjak - Gusev, Vasiljev, Lutčenko, Ljapkin, Cygankov, Kuzněcov - Michajlov, Petrov, Charlamov - Malcev, Šadrin, Jakušev - Lebeděv, Anisin, Bodunov - Kapustin.
NDR: Hurbanek - Engelmann, Schur, Karrenbauer, Frenzel, Braun, Huschto - Bielas, Slapke, Noack - Nickel, Patschinski, Simon - Karger, Prusa, Müller.
 Polsko –  Švédsko	1:4 (1:1, 0:3, 0:0) – 5:0 kontumačně
- Utkání bylo pro doping hráče Ulf Nilsson (SWE) kontumováno 5:0 ve prospěch týmu Polska.

6. dubna 1974 (15:30) – Helsinky (Helsingin jäähalli)

Branky Polska: 15:21 Robert Góralczyk.

Branky Švédska: 1:47 Håkan Wickberg, 26:10 Mats Åhlberg, 29:00 Dan Labraaten, 30:28 Ulf Nilsson.

Rozhodčí: Viktor Dombrovskij (URS), Josef Kompalla (FRG)

Vyloučení: 2:2 (0:0)

Diváků: 4 955
 NDR –  Finsko 	3:7 (1:2, 0:1, 2:4)
6. dubna 1974 (19:00) – Helsinky (Helsingin jäähalli)

Branky NDR: 7:17 Dieter Simon, 47:41 Hartmut Nickel, 53:51 Rainer Patschinski.

Branky Finska: 7:49 Seppo Ahokainen, 19:03 Seppo Ahokainen, 33:29 Harri Linnonmaa, 43:14 Esa Peltonen, 46:26 Esa Peltonen, 54:16 Seppo Ahokainen, 56:54 Seppo Ahokainen.

Rozhodčí: Frank Larsen (USA), Wojciech Szczepek (POL)

Vyloučení: 4:3 (0:2)

Diváků: 6 075
 Československo –  Švédsko		3:2 (1:0, 1:1, 1:1)
7. dubna 1974 (15:30) – Helsinky (Helsingin jäähalli)

Branky a nahrávky Československa: 19:17 Ivan Hlinka (Jan Suchý, Bohuslav Ebermann), 34:11 Bohuslav Šťastný (Jiří Bubla, Vladimír Martinec), 58:03 Ivan Hlinka (Milan Kužela).

Branky a nahrávky Švédska: 6:30 Dan Söderström (Mats Åhlberg), 34:47 Dan Labraaten (Mats Åhlberg).

Rozhodčí: Frank Larsen (USA), Raimo Sepponen (FIN)

Vyloučení: 2:6 (1:0) + Oldřich Machač na 10 min. a Ch. Abrahamsson na 10 min. a do konce utkání

Diváků: 6 369
ČSSR: Jiří Holeček – Oldřich Machač, František Pospíšil, Jiří Bubla, Milan Kužela, Jan Suchý, Jiří Neubauer – Jiří Kochta (21. Vladimír Veith), Václav Nedomanský, Jiří Holík – Vladimír Martinec, Richard Farda, Bohuslav Šťastný – Bohuslav Ebermann, Ivan Hlinka, Josef Augusta.
Švédsko: Christer Abrahamsson – Arne Carlsson, Björn Johansson, Kjell-Rune Milton, Lars-Erik Sjöberg, Thommy Abrahamsson, Gunnar Andersson – Lars-Göran Nilsson, Håkan Wickberg, Stig-Göran Johansson – Anders Hedberg, Ulf Nilsson, Stefan Karlsson – Dan Söderström, Mats Åhlberg, Dan Labraaten.
 SSSR –  Finsko 		7:1 (1:0, 5:1, 1:0)
7. dubna 1974 (19:00) – Helsinky (Helsingin jäähalli)

Branky SSSR: 11:18 Valerij Charlamov, 20:37 Boris Michajlov, 24:06 Boris Michajlov, 25:09 Gennadij Cygankov, 36:24 Alexandr Gusev, 36:30 Sergej Kapustin, 50:32 Sergej Kapustin

Branky Finska: 27:24 Henry Leppä.

Rozhodčí: Josef Kompalla (FRG), Wojciech Szczepek (POL)

Vyloučení: 4:1 (1:0)

Diváků: 7 631
SSSR: Treťjak – Vasiljev, Gusev, Cygankov, Ljapkin, Kuzněcov, Šatalov – Michajlov, Petrov, Charlamov – Malcev, Šadrin, Jakušev – Lebeděv, Anisin, Kapustin.
Finsko: Leppänen – Rantasila, Riihiranta, Suoraniemi, Saari, S. Lindström, Marjamäki – Tamminen, Ketola, Esa Peltonen – Leppä, Sutinen, Ahokainen – Linonmaa, Murto, Repo.
 Československo –  NDR 	8:0 (3:0, 1:0, 4:0)
8. dubna 1974 (17:00) – Helsinky (Helsingin jäähalli)

Branky a nahrávky Československa: 7:18 Jiří Holík, 11:14 Bohuslav Ebermann, 17:49 Václav Nedomanský (František Pospíšil), 37:30 Václav Nedomanský (Vladimír Martinec), 40:58 Václav Nedomanský (Jiří Kochta, Jiří Holík), 44:11 Václav Nedomanský (Jiří Kochta), 45:38 Richard Farda, 54:50 Ivan Hlinka (Jan Suchý).

Rozhodčí: Ove Dahlberg (SWE), Unto Viitala (FIN)

Vyloučení: 5:6 (1:0, 1:0)

Diváků: 4 152
ČSSR: Jiří Crha – Oldřich Machač, František Pospíšil, Jiří Bubla, Milan Kužela, Jan Suchý, Miroslav Dvořák – Vladimír Veith (21. Jiří Kochta), Václav Nedomanský, Jiří Holík – Vladimír Martinec, Richard Farda, Bohuslav Šťastný – Bohuslav Ebermann, Ivan Hlinka, Josef Augusta.
NDR: Joachim Hurbanek (21. Wolfgang Fischer) – Bernd Engelmann, Dietmar Peters, Dieter Frenzel, Bernd Karrenbauer, Dieter Huschto, Frank Braun – Rolf Bielas, Peter Slapke, Rüdiger Noack – Hartmut Nickel, Rainer Patschinski, Joachim Stasche – Gerhard Müller, Peter Prusa, Reinhard Karger.
 SSSR –  Polsko 	8:3 (2:0, 5:0, 1:3)
8. dubna 1974 (20:30) – Helsinky (Helsingin jäähalli)

Branky SSSR: 3:51 Vladimir Petrov, 14:46 Vladimir Lutčenko, 21:27 Boris Michajlov, 24:06 Vladimir Repněv, 25:40 Alexandr Jakušev, 26:33 Alexandr Malcev, 36:16 Vladimir Šadrin, 52:38 Vladimir Lutčenko.

Branky Polska: 50:20 Wiesław Tokarz, 53:21 Józef Słowakiewicz, 55:52 Mieczysław Jaskierski.

Rozhodčí: Aleš Pražák (TCH), Dan Guynn (USA)

Diváků: 3 986
SSSR: Sidělnikov - Vasiljev, Gusev, Cygankov, Ljapkin, Kuzněcov, Lutčenko - Michajlov, Petrov, Charlamov - Malcev, Šadrin, Jakušev - Anisin, Repněv, Kapustin - Lebeděv, Bodunov.
Polsko: Kosyl (41. Tkacz) - Kopczyński, Potz, R. Góralczyk, Cachowski, Janiszewski, Fryźlewicz - Ziętara, Słowakiewicz, Kacik - Obłój, Żurek, Piecko - W. Tokarz, L. Tokarz, Chowaniec - Szeja, Jaskierski.
 NDR –  Švédsko		1:10 (1:3, 0:3, 0:4)
9. dubna 1974 (17:00) – Helsinky (Helsingin jäähalli)

Branky NDR: 3:07 Rolf Bielas.

Branky Švédska: 15:46 Lars-Göran Nilsson, 18:14 Willy Lindström, 18:51 Anders Hedberg, 21:41 Lars-Erik Sjöberg, 28:01 Per-Olov Brasar, 28:46 Dan Söderström, 44:25 Dan Labraaten, 47:38 Mats Åhlberg, 48:48 Lars-Göran Nilsson, 53:57 Willy Lindström.

Rozhodčí: Aleš Pražák (TCH), Unto Viitala (FIN)

Vyloučení: 2:6 (0:1)

Diváků: 4 141
 Polsko –  Finsko 		2:2 (0:1, 2:1, 0:0)
9. dubna 1974 (20:30) – Helsinky (Helsingin jäähalli)

Branky Polska: 33:16 Stefan Chowaniec, 36:42 Jan Szeja.

Branky Finska: 15:56 Seppo Lindström, 29:01 Veli-Pekka Ketola.

Rozhodčí: Berthold Schweiger (GDR), Ove Dahlberg (SWE)

Vyloučení: 6:4 (0:1)

Diváků: 5 214
 Československo –  SSSR 	7:2 (3:0, 3:0, 1:2)
10. dubna 1974 (17:00) – Helsinky (Helsingin jäähalli)

Branky a nahrávky Československa: 7:29 Václav Nedomanský, 16:35 Oldřich Machač, 18:28 Vladimír Martinec (Richard Farda), 27:54 Ivan Hlinka (Jiří Neubauer, Josef Augusta), 33:35 Bohuslav Šťastný (Vladimír Martinec), 38:41 Vladimír Martinec (Jiří Bubla, Richard Farda), 41:55 Ivan Hlinka.

Branky a nahrávky SSSR: 40:37 Boris Michajlov, 43:28 Vladimir Petrov (Boris Michajlov).

Rozhodčí: Frank Larsen (USA), Wojciech Szczepek (POL)

Vyloučení: 2:3 (1:0)

Diváků: 8 348
ČSSR: Jiří Holeček – Oldřich Machač, František Pospíšil, Jiří Bubla, Milan Kužela, Jan Suchý, Jiří Neubauer – Jiří Kochta, Václav Nedomanský, Jiří Holík – Vladimír Martinec, Richard Farda, Bohuslav Šťastný – Bohuslav Ebermann, Ivan Hlinka, Josef Augusta.
SSSR: Vladislav Treťjak – Valerij Vasiljev, Alexandr Gusev, Vladimir Lutčenko, Viktor Kuzněcov, Gennadij Cygankov, Jurij Ljapkin, Jurij Šatalov – Boris Michajlov, Vladimir Petrov, Valerij Charlamov (41. Sergej Kapustin) – Alexandr Malcev, Vladimir Šadrin, Alexandr Jakušev – Alexandr Bodunov, Vjačeslav Anisin, Sergej Kapustin (41. Jurij Lebeděv).
 Finsko 	–  Švédsko		3:3 (1:0, 2:3, 0:0)
10. dubna 1974 (20:30) – Helsinky (Helsingin jäähalli)

Branky Finska: 12:58 Veli-Pekka Ketola, 29:54 Juhani Tamminen, 33. Pekka Marjamäki.

Branky Švédska: 23:49 Stig-Göran Johansson, 29:07 Stig-Göran Johansson, 29:25 Björn Johansson.

Rozhodčí: Viktor Dombrovskij (GDR), Dan Guynn (USA)

Vyloučený: 2:3 (0:0)

Diváků: 8 470
Finsko: Leppänen (30. Wetzell) – Rantasila, Riihiranta, Suoraniemi, Saari, Seppo Lindström, Marjamäki – Tamminen, Ketola, Esa Peltonen – Leppä, Sutinen, Linnonmaa – Oksanen, Jorma Peltonen, Ahokinen.
Švédsko: Ch. Abrahamsson – Andersson, Thommy Abrahamsson, Milton, Sjöberg, Carlsson, Björn Johansson – Söderström, Åhlberg, Labraten – Lars-Göran Nilsson, Stig-Göran Johansson, Hedberg – Brasar, Wickberg, Willy Lindström.
 Polsko –  NDR 	3:5 (3:1, 0:4, 0:0)
11. dubna 1974 (17:00) – Helsinky (Helsingin jäähalli)

Branky Polska: 2:19 Mieczysław Jaskierski, 11:33 Tadeusz Kacik, 17:57 Adam Kopczyński.

Branky NDR: 8:54 Rolf Bielas, 22:40 Reinhard Karger, 23:44 Bernd Karrenbauer, 33:02 Reinhard Karger, 39:58 Rüdiger Noack.

Rozhodčí: Aleš Pražák (TCH), Frank Larsen (USA)

Vyloučení: 5:1 (0:1)

Diváků: 4 911
 Československo –  Finsko 2:5 (0:2, 0:2, 2:1) – 5:0 kontumačně
- Utkání bylo pro doping hráče Stiga Wetzella (FIN) kontumováno 5:0 ve prospěch týmu Československa.

12. dubna 1974 (15:30) – Helsinky (Helsingin jäähalli)	

Branky a nahrávky Československa: 42:20 Bohuslav Ebermann (Ivan Hlinka), 56:30 Bohuslav Ebermann (Ivan Hlinka).

Branky a nahrávky Finska: 11:13 Lasse Oksanen (Jauko Öystilä), 15:30 Henry Leppä (Pekka Marjamäki, Matti Murto), 35:20 Lasse Oksanen (Timo Sutinen), 39:55 Juhani Tamminen (Heikki Riihiranta, Juha Rantasila), 45:12 Jorma Peltonen (Lasse Oksanen).

Rozhodčí: Ove Dahlberg (SWE), Frank Larsen (USA)

Vyloučení: 3:2 (1:1)

Diváků: 8 473
ČSSR: Jiří Holeček (41. Jiří Crha) – Oldřich Machač, František Pospíšil, Jiří Bubla, Milan Kužela, Jan Suchý, Jiří Neubauer – Jiří Kochta, Václav Nedomanský, Jiří Holík – Vladimír Martinec, Richard Farda, Bohuslav Šťastný – Bohuslav Ebermann, Ivan Hlinka, Josef Paleček.
Finsko: Stig Wetzel – Juha Rantasila, Heikki Riihiranta, Seppo Suoraniemi, Pekka Marjamäki, Seppo Lindström, Jauko Öystilä – Juhani Tamminen, Veli-Pekka Ketola, Esa Peltonen – Henry Leppä, Matti Murto, Harri Linnonmaa – Lasse Oksanen, Jorma Peltonen, Seppo Ahokainen – Timo Sutinen.
 SSSR –  Švédsko		3:1 (0:1, 2:0, 1:0)
12. dubna 1974 (19:00) – Helsinky (Helsingin jäähalli)

Branky SSSR: 32:36 Vladimir Petrov, 36:24 Alexandr Jakušev, 47:39 Vladimir Petrov.

Branky Švédska: 4:45 Per-Olov Brasar.

Rozhodčí: Josef Kompalla (FRG), Wojciech Szczepek (POL) pro zranění v 18. min odstoupil, nahradil ho Unto Viitala (FIN)

Vyloučení: 3:2

Diváků: 7 623
SSSR: Treťjak – Vasiljev, Gusev, Cygankov, Ljapkin, Kuzněcov, Šatalov – Michajlov, Petrov, Charlamov – Malcev, Šadrin, Jakušev – Lebeděv, Anisin, Bodunov – Kapustin.
Švédsko: Ch. Abrahamsson – Milton, Sjöberg, Sundqvist, Thommy Abrahamsson, Björn Johansson, Carlsson – Hedberg, Stig-Göran Johansson, Lars-Göran Nilsson – Söderström, Åhlberg, Labraten – Brasar, Wickberg, Willy Lindström – Karlsson.
 Československo –  Polsko 	12:3 (3:1, 2:1, 7:1)
13. dubna 1974 (15:30) – Helsinky (Helsingin jäähalli)

Branky a nahrávky Československa: 5:50 Vladimír Martinec (Jiří Bubla, Richard Farda), 7:57 Vladimír Martinec (Richard Farda), 10:10 Jiří Holík (Oldřich Machač, Vladimír Martinec), 22:24 Jiří Bubla (Vladimír Veith), 36:05 Václav Nedomanský (Miroslav Dvořák), 43:09 Ivan Hlinka (Jan Suchý, Miroslav Dvořák), 44:10 Jiří Kochta (Václav Nedomanský), 45:37 Bohuslav Šťastný (Milan Kužela), 55:09 Jiří Holík, 57:07 Vladimír Veith (Ivan Hlinka), 58:14 Václav Nedomanský (Jiří Holík, Jiří Kochta), 59:04 Bohuslav Šťastný (Milan Kužela).

Branky a nahrávky Polska: 7:02 Wiesław Tokarz, 24:47 Tadeusz Obłój (Jan Szeja), 47:55 Adam Kopczyński.

Rozhodčí: Frank Larsen (USA), Raimo Sepponen (FIN)

Vyloučení: 1:1 (1:0, 1:0)

Diváků: 4 766
ČSSR: Jiří Crha – Oldřich Machač, František Pospíšil, Jiří Bubla, Milan Kužela, Jan Suchý, Jiří Neubauer, Miroslav Dvořák – Jiří Kochta, Václav Nedomanský, Jiří Holík – Vladimír Martinec, Richard Farda, Bohuslav Šťastný – Bohuslav Ebermann, Ivan Hlinka, Vladimír Veith.
Polsko: Walery Kosyl (41. Andrzej Tkacz) – Henryk Janiszewski, Robert Góralczyk, Stanisław Fryźlewicz, Andrzej Słowakiewicz, Adam Kopczyński, Jerzy Potz – Walenty Ziętara, Józef Słowakiewicz, Tadeusz Kacik – Jan Szeja, Mieczysław Jaskierski, Stefan Chowaniec – Tadeusz Obłój, Karol Żurek, Wiesław Tokarz
 NDR –  SSSR 	3:10 (1:7, 0:2, 2:1)
13. dubna 1974 (19:00) – Helsinky (Helsingin jäähalli)

Branky NDR: 11:37 Rainer Patschinski, 51:38 Bernd Engelmann, 54:28 Dieter Huschto.

Branky SSSR: 0:57 Vladimir Šadrin, 2:31 Valerij Charlamov, 9:27 Valerij Charlamov, 14:35 Sergej Kapustin, 15:36 Vladimir Šadrin, 16:30 Valerij Charlamov, 16:48 Sergej Kapustin, 27:12 Sergej Kapustin, 33:13 Sergej Kapustin, 47:43 Jurij Šatalov.

Rozhodčí: Ove Dahlberg (SWE), Unto Viitala (FIN)

Vyloučení: 3:3 (0:1)

Diváků: 4 377
NDR: Hurbanek (17:24 Fischer) - Engelmann, Peters, Braun, Schur, Frenzel, Huschto - Bielas, Slapke, Noack - Nickel, Patschinski, Simon - Karger, Prusa, Stasche - Müller.
SSSR: Sidělnikov - Vasiljev, Gusev, Cygankov, Ljapkin, Kuzněcov, Šatalov - Michajlov, Petrov, Charlamov - Malcev, Šadrin, Jakušev - Lebeděv, Repněv, Kapustin - Anisin, Bodunov.
 Švédsko	–  Polsko 	3:1 (1:0, 2:0, 0:1)
14. dubna 1974 (15:30) – Helsinky (Helsingin jäähalli)

Branky Švédska: 7:55 Mats Åhlberg, 21:58 Håkan Wickberg, 36:57 Stefan Karlsson.

Branky Polska: 49:30 Mieczysław Jaskierski.

Rozhodčí: Viktor Dombrovskij (URS), Josef Kompalla (FRG)

Vyloučení: 3:3 (1:0)

Diváků: 5 317
 Finsko 	–  NDR 	7:1 (3:0, 2:0, 2:1)
14. dubna 1974 (19:00) – Helsinky (Helsingin jäähalli)

Branky Finska: 0:37 Veli-Pekka Ketola, 7:33 Seppo Repo, 11:42 Veli-Pekka Ketola, 23:13 Veli-Pekka Ketola, 25:12 Seppo Lindström, 47:25 Heikki Riihiranta, 53:47 Matti Murto.

Branky NDR: 43:27 Dietmar Peters.

Rozhodčí: Ove Dahlberg (SWE), Dan Guynn (USA)

Vyloučení: 5:5 (0:0)

Diváků: 7 927
 Československo –  Švédsko		0:3 (0:1, 0:0, 0:2)
15. dubna 1974 (15:30) – Helsinky (Helsingin jäähalli)

Branky a nahrávky Švédska: 13:25 Dan Söderström (Anders Hedberg, Mats Åhlberg), 41:52 Mats Åhlberg (Anders Hedberg), 55:29 Stefan Karlsson.

Rozhodčí: Frank Larson (USA), Dan Guynn (USA)

Vyloučení: 5:4 (0:0)

Diváků: 8 102
ČSSR: Jiří Holeček – Oldřich Machač, František Pospíšil, Jiří Bubla, Milan Kužela, Jan Suchý, Miroslav Dvořák – Jiří Kochta, Václav Nedomanský, Jiří Holík – Vladimír Martinec, Richard Farda, Bohuslav Šťastný – Bohuslav Ebermann, Ivan Hlinka, Vladimír Veith.
Švédsko: Curt Larsson – Björn Johansson, Arne Carlsson, Kjell-Rune Milton, Lars-Erik Sjöberg, Thommy Abrahamsson, Gunnar Andersson, Karl-Johan Sundqvist – Dan Söderström, Mats Åhlberg, Anders Hedberg – Stefan Karlsson, Stig-Göran Johansson, Lars-Göran Nilsson – Willy Lindström, Per-Olov Brasar, Dan Labraaten.
 SSSR –  Finsko 		6:1 (3:0, 0:0, 3:1)
15. dubna 1974 (19:00) – Helsinky (Helsingin jäähalli)	

Branky SSSR: 4:30 Boris Michajlov, 11:08 Jurij Ljapkin, 19:35 Sergej Kapustin, 41:03 Alexandr Jakušev, 53:43 Alexandr Jakušev, 58:27 Vjačeslav Anisin

Branky Finska: 50:28 Esa Peltonen.

Rozhodčí: Ove Dahlberg (SWE), Josef Kompalla (FRG)

Vyloučení: 4:2 (0:0, 2:0) + Juha Rantasila na 10 min.

Diváků: 8 462
SSSR: Treťjak – Vasiljev, Gusev, Ljapkin, Lutčenko, Šatalov, Kuzněcov – Michajlov, Petrov, Charlamov – Malcev, Šadrin, Jakušev – Anisin, Repněv, Kapustin.
Finsko: Valtonen – Rantasila, Riihiranta, S. Lindström, Marjamäki, Suoraniemi, Saari – Tamminen, Ketola, Esa Peltonen – Oksanen, Jorma Peltonen, Ahokainen – Repo, Murto, Sutinen.
 Československo –  NDR 	9:2 (3:0, 3:1, 3:1)
16. dubna 1974 (17:00) – Helsinky (Helsingin jäähalli)	

Branky a nahrávky Československa: 5:26 Jan Suchý (Ivan Hlinka), 9:17 Jan Suchý (Ivan Hlinka), 13:22 Václav Nedomanský (František Pospíšil, Vladimír Veith), 29:54 Vladimír Martinec (Milan Kužela), 30:20 Bohuslav Šťastný (Vladimír Martinec, Richard Farda), 33:32 Vladimír Martinec, 44:23 Ivan Hlinka (Jan Suchý), 48:20 Bohuslav Ebermann, 56:51 Ivan Hlinka (Miroslav Dvořák).

Branky a nahrávky NDR: 35:30 Frank Braun (Peter Slapke), 57:27 Peter Prusa.

Rozhodčí: Ove Dahlberg (SWE), Unto Viitala (FIN)

Vyloučení: 2:2 (0:1)

Diváků: 6 141
ČSSR: Jiří Crha – Oldřich Machač, František Pospíšil, Jiří Bubla, Milan Kužela, Jan Suchý, Jiří Neubauer – Vladimír Veith (Josef Paleček), Václav Nedomanský, Jiří Holík – Vladimír Martinec, Richard Farda, Bohuslav Šťastný – Bohuslav Ebermann, Ivan Hlinka, Josef Augusta.
NDR: Joachim Hurbanek – Hartwig Schur, Frank Braun, Dieter Huschto, Dietmar Peters, Bernd Karrenbauer, Dieter Frenzel – Hartmut Nickel, Peter Slapke, Rolf Bielas – Dieter Simon, Rainer Patschinski, Joachim Stasche – Reinhard Karger, Peter Prusa, Gerhard Müller.
 Polsko –  SSSR 	0:17 (0:6, 0:7, 0:4)
16. dubna 1974 (20:30) – Helsinky (Helsingin jäähalli)

Branky Polska: nikdo

Branky SSSR: 1:07 Alexandr Gusev, 1:19 Jurij Lebeděv, 11:39 Sergej Kapustin, 17:43 Sergej Kapustin, 18:11 Vjačeslav Anisin, 19:25 Vladimir Šadrin, 24:10 Alexandr Gusev, 25:31 Jurij Lebeděv, 28:20 Boris Michajlov, 35:27 Alexandr Jakušev, 35:37 Vjačeslav Anisin, 37:00 Sergej Kapustin, 38:53 Jurij Lebeděv, 46:14 Vjačeslav Anisin, 51:49 Boris Michajlov, 56:46 Alexandr Malcev, 59:59 Alexandr Malcev.

Rozhodčí: Josef Kompalla (FRG), Raimo Sepponen (FIN)

Vyloučení: 1:1 (0:0, 0:1)

Diváků: 6 224
Polsko: Tkacz (31:02 Kosyl) - Kopczyński, Potz, A. Slowakiewicz, Fryźlewicz - Ziętara, J. Słowakiewicz, Kacik - Szeja, Jaskierski, Chowaniec - Obłój, Żurek, Piecko - L. Tokarz, W. Tokarz.
SSSR: Treťjak (21. Sidělnikov) - Vasiljev, Gusev, Cygankov, Ljapkin, Lutčenko, Šatalov - Michajlov, Malcev, Charlamov - Lebeděv, Šadrin, Jakušev - Anisin, Repněv, Kapustin. 
 Švédsko	–  NDR 	9:3 (2:1, 3:2, 4:0)
17. dubna 1974 (17:00) – Helsinky (Helsingin jäähalli)

Branky Švédska: 2:04 Willy Lindström, 15:58 Anders Hedberg, 21:49 Stefan Karlsson, 23:05 Willy Lindström, 29:16 Björn Johansson, 47:12 Per-Olov Brasar, 47:42 Anders Hedberg, 53:29 Willy Lindström, 56:48 Anders Hedberg.

Branky NDR: 19:55 Dieter Huschto, 20:32 Peter Slapke, 36:49 Dieter Huschto.

Rozhodčí: Aleš Pražák (TCH), Raimo Sepponen (FIN)

Vyloučení: 1:2 (0:0)

Diváků: 6 612
 Finsko 	–  Polsko 	6:2 (1:0, 3:2, 2:0)
17. dubna 1974 (20:30) – Helsinky (Helsingin jäähalli)

Branky Finska: 17:23 Esa Peltonen, 30:11 Seppo Ahokainen, 34:56 Henry Leppä, 39:00 Jorma Peltonen, 44:03 Juhani Tamminen, 50:50 Harri Linnonmaa.

Branky Polska: 32:54 Tadeusz Kacik, 36:59 Tadeusz Kacik.

Rozhodčí: Viktor Dombrovskij (URS), Dan Guynn (USA)

Vyloučení: 0:2 (1:0)

Diváků: 8 470
 Československo –  SSSR 	1:3 (1:0, 0:3, 0:0)
18. dubna 1974 (17:00) – Helsinky (Helsingin jäähalli)

Branky a nahrávky Československa: 3:20 Jiří Holík (Václav Nedomanský, Josef Paleček).

Branky a nahrávky SSSR: 33:58 Boris Michajlov, 34:53 Alexandr Jakušev (Jurij Lebeděv), 39:21 Alexandr Malcev (Boris Michajlov, Valerij Charlamov).

Rozhodčí: Josef Kompalla (FRG), Frank Larsen (USA)

Vyloučení: 3:6 (1:0) + Gennadij Cygankov na 5 min.

Diváků: 8 470
ČSSR: Jiří Holeček – Oldřich Machač, František Pospíšil, Jiří Bubla, Milan Kužela, Jan Suchý, Jiří Neubauer – Josef Paleček (Vladimír Veith), Václav Nedomanský, Jiří Holík – Vladimír Martinec (Josef Paleček), Richard Farda, Bohuslav Šťastný – Bohuslav Ebermann, Ivan Hlinka, Josef Augusta.
SSSR: Vladislav Treťjak – Valerij Vasiljev, Alexandr Gusev, Gennadij Cygankov, Jurij Ljapkin, Jurij Šatalov, Vladimir Lutčenko – Boris Michajlov, Vladimir Petrov (Alexandr Malcev), Valerij Charlamov – Alexandr Malcev (Vladimir Petrov), Vladimir Šadrin, Alexandr Jakušev – Vladimir Repněv, Vjačeslav Anisin, Sergej Kapustin - Jurij Lebeděv.
 Finsko 	–  Švédsko		2:6 (0:1, 2:3, 0:2)
18. dubna 1974 (20:30) – Helsinky (Helsingin jäähalli)

Branky Finska: 28:01 Henry Leppä, 38:24 Lasse Oksanen.

Branky Švédska: 5:42 Håkan Pettersson, 21:37 Anders Hedberg, 22:05 Willy Lindström, 25:53 Anders Hedberg, 53:09 Anders Hedberg, 53:50 Willy Lindström.

Rozhodčí: Viktor Dombrovskij (URS), Dan Guynn (USA)

Vyloučení: 4:5 (0:1)

Diváků: 8 466
Finsko: Valtonen – Rantasila, Riihiranta, Suoraniemi, Marjamäki, S. Lindström, Öystila – Tamminen, Ketola, Esa Peltonen – Leppä, Sutinen, Limmonmaa – Oksanen, Jorma Peltonen, Ahokainen – Murto.
Švédsko: Larsson – Björn Johansson, Carlsson, Milton, Sjöberg, Thommy Abrahamsson, Andersson – Karlsson, S. G. Johansson, Labraten – Söderström, Åhlberg, Hedberg – Willy Lindström, Brasar, Pettersson.
 NDR –  Polsko 	3:3 (2:2, 0:1, 1:0)
19. dubna 1974 (17:00) – Helsinky (Helsingin jäähalli)

Branky NDR: 9:27 Rüdiger Noack, 14:14 Rainer Patschinski, 53:16 Bernd Karrenbauer.

Branky Polska: 7:22 Tadeusz Kacik, 9:51 Józef Słowakiewicz, 36:21 Józef Słowakiewicz.

Rozhodčí: Frank Larsen (USA), Raimo Sepponen (FIN)

Vyloučení: 2:4

Diváků: 7 075
 SSSR –  Švédsko		3:1 (1:0, 1:1, 1:0)
20. dubna 1974 (14:00) – Helsinky (Helsingin jäähalli)

Branky SSSR: 6:30 Valerij Charlamov, 23:58 Vladimir Šadrin, 34. Alexandr Malcev.

Branky Švédska: 36:56 Per-Olov Brasar.

Vyloučení: 3:3 (0:1)

Rozhodčí: Josef Kompalla (FRG), Unto Viitala (FIN)

Diváků: 8 471
SSSR: Treťjak – Vasiljev, Gusev, Cygankov, Ljapkin, Lutčenko, Šatalov – Michajlov, Malcev, Charlamov – Lebeděv, Šadrin, Jakušev – Anisin, Repněv, Kapustin – Bodunov.
Švédsko: Ch. Abrahamsson – Thommy Abrahamsson, Andersson, Milton, Sjöberg, Björn Johansson, Carlsson – Willy Lindström, Brasar, Pettersson – Labraten, Wickberg, Karlsson – Söderström, Åhlberg, Hedberg.
 Československo –  Finsko 		4:5 (1:2, 0:2, 3:1)
20. dubna 1974 (18:00) – Helsinky (Helsingin jäähalli)

Branky a nahrávky Československa: 2:35 Vladimír Veith (Jiří Holík), 47:38 Vladimír Martinec, 49:58 Bohuslav Šťastný, 57:36 Jiří Holík (Ivan Hlinka).

Branky a nahrávky Finska: 8:54 Juhani Tamminen (Jiří Holík), 15:30 Veli-Pekka Ketola (Esa Peltonen, Juhani Tamminen), 32:53 Seppo Ahokainen (Jorma Peltonen, Pekka Marjamäki), 33:15 Timo Sutinen (Henry Leppä, Harri Linnonmaa), 58:02 Veli-Pekka Ketola.

Rozhodčí: Dan Guynn (USA), Frank Larsen (USA)

Vyloučení: 0:1 (0:0)

Diváků: 8 470
ČSSR: Jiří Crha – Oldřich Machač, František Pospíšil, Jiří Bubla, Milan Kužela, Jan Suchý, Jiří Neubauer – Vladimír Veith, Václav Nedomanský, Jiří Holík – Vladimír Martinec, Jiří Kochta, Bohuslav Šťastný – Bohuslav Ebermann, Ivan Hlinka, Josef Augusta - Josef Paleček. 
Finsko: Jorma Valtonen – Juha Rantasila, Heikki Riihiranta, Seppo Suoraniemi, Timo Saari, Seppo Lindström, Pekka Marjamäki – Juhani Tamminen, Veli-Pekka Ketola, Esa Peltonen – Henry Leppä, Matti Murto, Harri Linnonmaa – Lasse Oksanen, Jorma Peltonen, Seppo Ahokainen – Timo Sutinen.

## Statistiky

### Nejlepší hráči podle direktoriátu IIHF
| Brankář | Vladislav Treťjak |
| Obránce | Lars-Erik Sjöberg |
| Útočník | Václav Nedomanský |

### All Stars
| Brankář         | Curt Larsson      |
| Levý obránce    | Lars-Erik Sjöberg |
| Pravý obránce   | Valerij Vasiljev  |
| Levé křídlo     | Alexandr Jakušev  |
| Střední útočník | Václav Nedomanský |
| Pravé křídlo    | Vladimír Martinec |

### Kanadské bodování
| Poř. | Kanadské bodování | Branky | Přihrávky | Body |
| ---- | ----------------- | ------ | --------- | ---- |
| 1.   | Boris Michajlov   | 9      | 8         | 17   |
| 2.   | Vladimír Martinec | 9      | 6         | 15   |
| 3.   | Alexandr Jakušev  | 7      | 7         | 14   |
| 4.   | Václav Nedomanský | 10     | 3         | 13   |
| 5.   | Ivan Hlinka       | 9      | 4         | 13   |
| 6.   | Sergej Kapustin   | 10     | 1         | 11   |
| 7.   | Willi Lindström   | 7      | 4         | 11   |
| 8.   | Vladimir Šadrin   | 6      | 5         | 11   |
| 9.   | Vladimir Petrov   | 4      | 7         | 11   |
| 10.  | Anders Hedberg    | 7      | 3         | 10   |
| 10.  | Veli-Pekka Ketola | 7      | 3         | 10   |

### Soupiska SSSR
1.  SSSR

Brankáři: Vladislav Treťjak, Alexandr Sidělnikov.

Obránci: Alexandr Gusev, Valerij Vasiljev, Vladimir Lutčenko, Jurij Ljapkin, Gennadij Cygankov, Jurij Šatalov, Viktor Kuzněcov.

Útočníci: Boris Michajlov, Vladimir Petrov, Valerij Charlamov, Alexandr Malcev, Vladimir Šadrin, Alexandr Jakušev, Jurij Lebeděv, Vjačeslav Anisin, Alexandr Bodunov, Vladimir Repněv, Sergej Kapustin.

Trenéři: Vsevolod Bobrov, Boris Kulagin.

### Soupiska Československa
2.  Československo

Brankáři: Jiří Holeček, Jiří Crha.

Obránci: Oldřich Machač,  – František Pospíšil, Milan Kužela, Jiří Bubla, Jan Suchý, Jiří Neubauer, Miroslav Dvořák.

Útočníci: Jiří Kochta, Václav Nedomanský, Jiří Holík, Vladimír Martinec, Richard Farda, Bohuslav Šťastný, Bohuslav Ebermann, Ivan Hlinka, Josef Augusta, Vladimír Veith, Josef Paleček.

Trenéři: Karel Gut, Ján Starší.

### Soupiska Švédska
3.  Švédsko

Brankáři: Christer Abrahamsson, Curt Larsson.

Obránci: Thommy Abrahamsson, Gunnar Andersson, Arne Carlsson, Björn Johansson, Kjell-Rune Milton, Lars-Erik Sjöberg, Karl-Johan Sundqvist.

Útočníci: Per-Olov Brasar, Anders Hedberg, Stig-Göran Johansson, Stefan Karlsson, Dan Labraaten, Willy Lindström, Lars-Göran Nilsson, Ulf Nilsson, Håkan Pettersson, Dan Söderström, Håkan Wickberg, Mats Åhlberg.

Trenér: Kjell Svensson, Per Agne Karlström.

### Soupiska Finska
4.  Finsko

Brankáři: Jorma Valtonen, Stig Wetzel, Anti Leppänen.

Obránci: Juha Rantasila, Heikki Riihiranta, Seppo Suoraniemi, Timo Saari, Seppo Lindström, Pekka Marjamäki, Jauko Öystilä.

Útočníci: Juhani Tamminen, Veli-Pekka Ketola, Esa Peltonen, Henry Leppä, Timo Sutinen, Seppo Ahokainen, Harri Linnonmaa, Matti Murto, Jorma Peltonen, Lasse Oksanen, Seppo Repo.

Trenér: Kalevi Numminen, Raimo Määttänen.

### Soupiska Polska
5.   Polsko

Brankáři: Walery Kosyl, Andrzej Tkacz.

Obránci: Ludwik Czachowski, Robert Góralczyk, Adam Kopczyński, Jerzy Potz, Stanisław Fryźlewicz, Andrzej Słowakiewicz, Henryk Janiszewski.

Útočníci: Mieczysław Jaskierski, Jan Szeja, Józef Słowakiewicz, Walenty Ziętara, Tadeusz Kacik, Wiesław Tokarz, Leszek Tokarz, Stefan Chowaniec, Jan Piecko, Tadeusz Obłój, Karol Żurek.

Trenér: Vladimir Jegorov, Mieczysław Chmura.

### Soupiska NDR
6.   NDR

Brankáři: Joachim Hurbanek, Wolfgang Fischer.

Obránci: Frank Braun, Bernd Engelmann, Dieter Frenzel, Dieter Huschto, Bernd Karrenbauer, Dietmar Peters, Hartwig Schur.

Útočníci: Rolf Bielas, Reinhard Karger, Gerhard Müller, Hartmut Nickel, Rüdiger Noack, Rainer Patschinski, Peter Prusa, Dieter Simon, Peter Slapke, Joachim Stasche, Ralf Thomas.

Trenér: Joachim Ziesche, Klaus Hirche.

## MS Skupina B
|    |            | USA | YUG  | GER  | JPN | NED | ROM  | NOR | AUT  | V | R | P | Skóre | B  |
| 1. | USA        | *** | 5:0  | 5:2  | 7:4 | 7:4 | 5:1  | 5:3 | 6:0  | 7 | 0 | 0 | 40:14 | 14 |
| 2. | Jugoslávie | 0:5 | ***  | 10:4 | 5:4 | 9:4 | 3:3  | 4:4 | 10:3 | 5 | 0 | 2 | 41:27 | 10 |
| 3. | SRN        | 2:5 | 4:10 | ***  | 6:1 | 5:3 | 6:3  | 7:4 | 4:2  | 5 | 0 | 2 | 34:28 | 10 |
| 4. | Japonsko   | 4:7 | 4:5  | 1:6  | 8:5 | *** | 6:4  | 4:1 | 4:3  | 4 | 0 | 6 | 31:31 | 8  |
| 5. | Nizozemsko | 4:7 | 4:9  | 3:5  | 5:8 | *** | 7:5  | 7:0 | 3:3  | 2 | 1 | 4 | 33:37 | 5  |
| 6. | Rumunsko   | 1:5 | 3:3  | 3:6  | 4:6 | 5:7 | ***  | 4:1 | 10:1 | 2 | 1 | 4 | 30:29 | 5  |
| 7. | Norsko     | 3:5 | 4:4  | 4:7  | 1:4 | 0:7 | 1:4  | *** | 5:0  | 1 | 1 | 5 | 18:31 | 3  |
| 8. | Rakousko   | 0:6 | 3:10 | 2:4  | 3:4 | 3:3 | 1:10 | 0:5 | ***  | 0 | 1 | 6 | 12:42 | 1  |

 USA –  Japonsko 7:4 (2:0, 0:2, 5:2)
21. března 1974 – Lublaň

 SRN –  Norsko 7:4 (1:2, 5:1, 1:1)
21. března 1974 – Lublaň

 Rumunsko –  Nizozemsko 5:7 (1:2, 2:3, 2:2)
21. března 1974 – Lublaň

 Jugoslávie –  Rakousko 10:3 (1:1, 3:1, 6:1)
21. března 1974 – Lublaň

 Nizozemsko –  Norsko 7:0 (4:0, 2:0, 1:0)
22. března 1974 – Lublaň

 Jugoslávie –  USA 0:5 (0:2, 0:2, 0:1)
22. března 1974 – Lublaň

 Rumunsko –  Rakousko 10:1 (3:1, 1:0, 6:0)
23. března 1974 – Lublaň

 SRN –  Japonsko 6:1 (1:0, 4:0, 1:1)
23. března 1974 – Lublaň

 USA –  Norsko 5:3 (2:1, 0:2, 3:0)
24. března 1974 – Lublaň

 SRN –  Rakousko 4:2 (1:0, 0:2, 3:0)
24. března 1974 – Lublaň

 Nizozemsko –  Japonsko 5:8 (1:2, 2:2, 2:4)
24. března 1974 – Lublaň

 Jugoslávie –  Rumunsko 3:3 (0:1, 1:1, 2:1)
24. března 1974 – Lublaň

 USA –  Nizozemsko 7:4 (2:0, 5:2, 0:2)
25. března 1974 – Lublaň

 Jugoslávie –  Norsko 4:4 (0:1, 2:2, 2:1)
25. března 1974 – Lublaň

 Japonsko –  Rakousko 4:3 (1:1, 1:2, 2:0)
26. března 1974 – Lublaň

 SRN –  Rumunsko 6:3 (2:0, 1:1, 3:2)
26. března 1974 – Lublaň

 SRN –  Nizozemsko 5:3 (0:2, 2:0, 3:1)
27. března 1974 – Lublaň

 USA –  Rakousko 6:0 (0:0, 2:0, 4:0)
27. března 1974 – Lublaň

 Rumunsko –  Norsko 4:1 (3:0, 0:1, 1:0)
27. března 1974 – Lublaň

 Jugoslávie –  Japonsko 5:4 (1:1, 2:0, 2:3)
27. března 1974 – Lublaň

 USA –  Rumunsko 5:1 (4:0, 1:1, 0:0)
29. března 1974 – Lublaň

 Rakousko –  Nizozemsko 3:3 (3:1, 0:0, 0:2)
29. března 1974 – Lublaň

 Japonsko –  Norsko 4:1 (0:1, 2:0, 2:0)
29. března 1974 – Lublaň

 Jugoslávie –  SRN 10:4 (4:1, 3:2, 3:1)
29. března 1974 – Lublaň

 Rakousko –  Norsko 0:5 (0:1, 0:3, 0:1)
30. března 1974 – Lublaň

 Rumunsko –  Japonsko 4:6 (2:2, 1:0, 1:4)
30. března 1974 – Lublaň

 SRN –  USA 2:5 (0:2, 1:1, 1:2)
30. března 1974 – Lublaň

 Jugoslávie –  Nizozemsko 9:4 (4:0, 1:2, 4:2)
30. března 1974 – Lublaň

## MS Skupina C
|    |           | SUI  | ITA  | BUL  | HUN  | FRA  | CHN  | AUS  | PRK  | V | R | P | Skóre | B  |
| 1. | Švýcarsko | ***  | 4:2  | 4:0  | 1:2  | 6:0  | 13:0 | 20:0 | 15:0 | 6 | 0 | 1 | 63:4  | 12 |
| 2. | Itálie    | 2:4  | ***  | 3:2  | 4:4  | 4:1  | 5:1  | 13:0 | 11:2 | 5 | 1 | 1 | 42:14 | 11 |
| 3. | Bulharsko | 0:4  | 2:3  | ***  | 5:5  | 5:2  | 6:2  | 11:4 | 10:0 | 4 | 1 | 2 | 39:20 | 9  |
| 4. | Maďarsko  | 2:1  | 4:6  | 6:7  | ***  | 5:5  | 5:4  | 7:4  | 18:2 | 4 | 1 | 2 | 47:29 | 9  |
| 5. | Francie   | 0:6  | 1:4  | 2:5  | 6:4  | ***  | 6:2  | 10:0 | 12:4 | 4 | 0 | 3 | 37:25 | 8  |
| 6. | Čína      | 0:13 | 1:5  | 0:6  | 2:2  | 2:6  | ***  | 8:3  | 2:3  | 1 | 1 | 5 | 15:38 | 3  |
| 7. | Austrálie | 0:20 | 0:13 | 4:11 | 2:11 | 0:10 | 3:8  | ***  | 4:1  | 1 | 0 | 6 | 13:74 | 2  |
| 8. | KLDR      | 0:15 | 2:11 | 0:10 | 2:10 | 4:12 | 3:2  | 1:4  | ***  | 1 | 0 | 6 | 12:64 | 2  |

 Itálie –  KLDR 11:2 (1:2, 4:0, 6:0)
8. března 1974 – Grenoble

 Francie –  Bulharsko 2:5 (1:1, 0:3, 1:1)
8. března 1974 – Grenoble

 Švýcarsko –  Čína 13:0 (6:0, 4:0, 3:0)
8. března 1974 – Lyon

 Maďarsko –  Austrálie 11:2 (1:2, 5:0, 5:0)
8. března 1974 – Gap

 Švýcarsko –  Austrálie 20:0 (5:0, 6:0, 9:0)
9. března 1974 – Grenoble

 Čína –  Maďarsko 2:2 (1:2, 1:0, 0:0)
9. března 1974 – Grenoble

 Francie –  KLDR 12:4 (5:3, 3:0, 4:1)
9. března 1974 – Lyon

 Itálie –  Bulharsko 3:2 (0:0, 1:2, 2:0)
9. března 1974 – Gap

 Bulharsko –  KLDR 10:0 (2:0, 3:0, 5:0)
11. března 1974 – Grenoble

 Francie –  Itálie 1:4 (0:1, 0:1, 1:2)
11. března 1974 – Grenoble

 Maďarsko –  Švýcarsko 2:1 (2:0, 0:1, 0:0)
11. března 1974 – Lyon

 Čína –  Austrálie 8:3 (2:1, 3:1, 3:1)
11. března 1974 – Gap

 Francie –  Austrálie 10:0 (5:0, 4:0, 1:0)
12. března 1974 – Grenoble

 Bulharsko –  Maďarsko 5:5 (1:2, 2:2, 2:1)
12. března 1974 – Grenoble

 Švýcarsko –  KLDR 15:0 (1:0, 5:0, 9:0)
12. března 1974 – Lyon

 Itálie –  Čína 5:1 (1:0, 4:0, 0:1)
12. března 1974 – Gap

 Švýcarsko –  Bulharsko 4:0 (3:0, 1:0, 0:0)
14. března 1974 – Grenoble

 KLDR –  Čína 3:2 (1:0, 1:0, 1:2)
14. března 1974 – Grenoble

 Itálie –  Austrálie 13:0 (2:0, 7:0, 4:0)
14. března 1974 – Lyon

 Francie –  Maďarsko 6:4 (1:0, 3:1, 2:3)
14. března 1974 – Gap

 Maďarsko –  KLDR 10:2 (2:1, 6:0, 2:1)
15. března 1974 – Grenoble

 Švýcarsko –  Itálie 4:2 (1:1, 1:0, 2:1)
15. března 1974 – Grenoble

 Bulharsko –  Austrálie 11:4 (2:0, 6:1, 3:3)
15. března 1974 – Lyon

 Francie –  Čína 6:2 (1:2, 4:0, 1:0)
15. března 1974 – Gap

 Austrálie –  KLDR 4:1 (2:0, 1:0, 1:1)
17. března 1974 – Grenoble

 Itálie –  Maďarsko 4:4 (1:0, 0:0, 3:4)
17. března 1974 – Grenoble

 Bulharsko –  Čína 6:0 (3:0, 1:0, 2:0)
17. března 1974 – Lyon

 Francie –  Švýcarsko 0:6 (0:2, 0:2, 0:2)
17. března 1974 – Gap